# Giorgi Amilakhvari
Pour les articles homonymes, voir Amilakhvari.
Giorgi Amilakhvari (en géorgien გიორგი ამილახვარი), né le 1er janvier 1984 à Tbilissi, est un avocat, entrepreneur, académicien et homme politique géorgien. Avocat de profession, il passe la majorité de sa carrière dans le secteur privé avant d'entrer dans le secteur académique en 2010. 
Il s'engage en politique en 2020 quand il rejoint la liste électorale du Rêve géorgien et est élu au Parlement de Géorgie dans le cadre des élections législatives de cette année. En tant que député, il œuvre principalement dans le domaine de l'éducation.

## Biographie

### Jeunesse et carrière
Giorgi Amilakhvari est né le 1er janvier 1984 en République socialiste soviétique de Géorgie. Durant sa jeunesse, il passe une année aux États-Unis et étudie à la Alamo Catholic High School d'Amarillo (Texas). De retour en Géorgie, il continue son éducation et reçoit un diplôme de loi de l'Université d'État de Tbilissi et en droit fiscal de l'Académie d'Impôts et de Douanes de Géorgie, avant de devenir docteur en loi de l'université américano-géorgienne. Il a également accompli un an de stage de recherche à l'Institut Max Planck de droit privé comparé et international de Hambourg en Allemagne. Il est l'auteur de nombreux articles académiques sur la loi commerciale internationale.
Après un court parcours comme spécialiste pour le Ministère d'État pour l'Intégration européenne et euro-atlantique en 2007, il rejoint le secteur privé dans le domaine légal. À Londres, il sert comme assistant paralégal à la firme Clinton Davis Pallis. En Géorgie, il est le chef avocat de la compagnie d'investissement lituanienne Saverus LTD. Il est aussi un partenaire de direction des compagnies Populi/Ioli et Degusto, deux entreprises de restauration. À partir de 2010, il travaille au sein de la Tbilisi Open University, une université privée géorgienne, d'abord comme professeur associé puis comme vice-recteur et recteur. C'est durant cette dernière fonction qu'il devient la personne responsable de la branche géorgienne de l'Institut Confucius, un centre éducationnel controversé pour ses liens au parti communiste chinois. En 2018, il devient vice-président du Conseil d'Accréditation des Programmes d'Éducation supérieure.
Il parle couramment le géorgien, l'anglais et le russe.

### Dans le monde politique
Amilakhvari rejoint le monde politique en 2020 quand il est inclus dans la liste électorale du Rêve géorgien, le parti au pouvoir qui remporte un troisième mandat à la suite des élections législatives du 31 octobre 2020. Il devient alors député à la 10e convocation du Parlement de Géorgie et sert comme vice-président du Comité d'Éducation et des Sciences. En tant que député, il rejoint les groupes d'amis parlementaires formés avec de nombreux pays, dont l'Autriche, Israël, les États-Unis, l'Argentine, le Bangladesh, le Brésil, l'Italie, le Canada, Qatar, la Colombie, le Royaume-Uni, Cuba, l'Espagne, la Lituanie, la Malaisie, le Mexique, l'Estonie, le Paraguay, le Portugal, la France, le Japon, l'Inde, Singapour, la Chine, la Croatie, la Slovénie, l'Ouzbékistan, l'Ukraine, la Hongrie, les Philippines, Fidji, le Kazakhstan et la Suisse. Il est aussi membre de la délégation géorgienne au sein de l'Association parlementaire UE-Géorgie, un membre du Conseil parlementaire de gouvernement ouvert, et du Centre de recherche du Parlement.
Durant la crise politique suivant le boycott des partis parlementaires d'opposition qui accusent le RG de fraude électorale, Amilakhvari est l'un des députés vocaux en faveur d'une position stricte du RG, soutenant notamment un arrêt au financement public des partis politiques refusant d'entrer au Parlement. Durant les débats sur la confirmation du gouvernement Gakharia II, il a fait appel au Ministère de l'Éducation de faire de la Géorgie un centre international du savoir-faire de l'éducation en distance. Quand le premier ministre Guiorgui Gakharia démissionne le 18 février 2021 durant la crise politique, Amilakhvari reste au sein du RG et mentionne Gakharia comme un nouveau membre de l'opposition.
Giorgi Amilakhvari est le troisième député le plus riche au sein du Parlement géorgien.